# Bolle bijvoetbloemgalmug
De bolle bijvoetbloemgalmug (Anthodiplosis rudimentalis) is een muggensoort uit de familie van de galmuggen (Cecidomyiidae). De wetenschappelijke naam van de soort is voor het eerst geldig gepubliceerd in 1901 door Kieffer.